# Joseph Diongre
Joseph Diongre est un architecte belge né le 1er août 1878 à Bruxelles et décédé le 3 mars 1963 à Uccle. Il est l'auteur de nombreuses œuvres architecturales dont l’Institut national de radiodiffusion, place Flagey à Ixelles, et la maison communale de Woluwe-Saint-Lambert. A mi-chemin entre le modernisme et l’Art déco, cet architecte devient le spécialiste des commandes publiques. Son travail est assez éclectique jusqu’à la première guerre mondiale puis il s’oriente dès 1922, vers la construction de logements sociaux et s'affirmé au rang des plus brillants créateurs de sa génération tels que Bonduelle qui figure parmi ses proches amis.

## Biographie
Fils de Guillaume Diongre et Thérèse Danhieux, Joseph Diongre montrera très jeune une aptitude particulière pour le dessin. À l’âge de 12 ans, le 17 septembre 1890, il s’inscrit à l’Académie royale des beaux-arts de Bruxelles où il suivra un grand nombre de cours pendant une dizaine d’années. À 16 ans, il entre comme apprenti dans l’atelier d’architecture d’Albert Dumont (1853-1920). Il commence sa formation académique d’architecte en 1896 et fréquentera les ateliers d’Ernest Acker (1852-1912), Octave van Rysselberghe (1855-1927), Paul Combaz (1845-1920) ou encore Paul Saintenoy (1862-1952), tous les quatre figures notoires de la scène architecturale belge de la fin du XIXe siècle. Sa formation achevée après quatre années, il part en 1901 à Paris et fait un stage dans l’atelier de l'architecte Duray. En 1902, guidé par l’influence de Berlage et de ses théories aux Pays-Bas, il entreprend un voyage d’étude et travaillera dans l’atelier de l’architecte hollandais Van Liefland  et collaborera notamment avec Kursaal de Scheveninge en tant que dessinateur-architecte. 1904 marque le début de sa carrière en tant qu’architecte indépendant. En 1908-1909, sa première maison personnelle rue Courouble (11) lui vaudra le premier prix au concours de façades de la commune de Schaerbeek. Par la suite, il sera lauréat d’une longue énumération de concours jusqu’en 1939, avec comme figure marquante le projet pour l’Institut national de radiodiffusion (INR), place Flagey, dont il remporte le concours en 1933.

## Style architectural
Lorsqu’il amorce sa carrière Joseph Diongre sera fortement influencé par son bagage académique et une grande attention portée au dessin de façade, qui lui vaudra la reconnaissance des édiles communaux de Schaerbeek et leurs concours annuel de façades. Malgré l’essoufflement de la période faste de l’Art Nouveau au début du XXe siècle, l'architecte continuera sans difficulté à composer des projets originaux. Cette originalité, il la doit à une double influence, d’une part classique (l’Académie) et d’autre part Anglo-saxonne (Arts & Crafts, Berlage). Cette phase éclectique de sa carrière va prendre fin avec la Première Guerre mondiale, non sans être sous-jacente à ses travaux ultérieurs.
Dans l'après-guerre, Joseph Diongre prendra part à la reconstruction du territoire belge, en participant à la conception d’un grand nombre d’immeubles de logements sociaux et de cités sociales et -jardins, ou encore en participant à un concours pour une ferme modèle. La réalité contextuelle donnera à ses travaux un caractère plus officiel et historiciste.
En 1927, la Cour-Saint-Lazare démontre d’un nouveau souffle dans son travail. Ici, Joseph Diongre crée un dialogue entre la sobriété volumétrique moderniste et ses compositions antérieures. C’est la continuité qu’on peut observer dans ses deux premières périodes qui permet à l'architecte son émancipation stylistique. Trois des projets qui suivront celui de la Cour-Saint-Lazare marqueront particulièrement son travail, par la richesse de leur dessin. Malgré leur aspect extérieur très semblable, la Withuis, l'Église Saint-Jean-Baptiste et l'Institut national de radiodiffusion sont très marqués par leurs différences.

## Prix et distinctions
- 1908-1909 : Premier prix au concours de façades de Schaerbeek pour sa maison personnelle, rue Courouble (11).
- 1910-1911 : Troisième prix et médaille d’argent pour la maison de l’échevin Gustave Latinis, boulevard Lambermont (85).
- 1910-1911 : Troisième prix et médaille d’or pour la maison du sculpteur Jean Lecroard, rue Anatole France (25).
- 1911-1912 : Premier prix et médaille d’or pour la maison du sculpteur J. Talpe, rue Artan (44).
- 1916 : Quatrième prix à un concours pour une ferme modèle, organisé par la Commission nationale pour l’Embellissement de la Vie rurale et par la Société centrale d’Architecture de Belgique.
- 1919 : Premier prix au concours de la maison communale de Woluwe-Saint-Lambert.
- 1933 : Premier prix au concours de l’Institut national de radiodiffusion.
- 1940 : Nommé Chevalier de l’Ordre de Léopold.
- 1958 : Elevé au rang de membre honoraire de la Société centrale d’Architecture de Belgique (S.C.A.B.).
- 1960 : Médaillé d’or par la Société centrale d’Architecture de Belgique (S.C.A.B.).

## Œuvre

### Réalisations remarquables

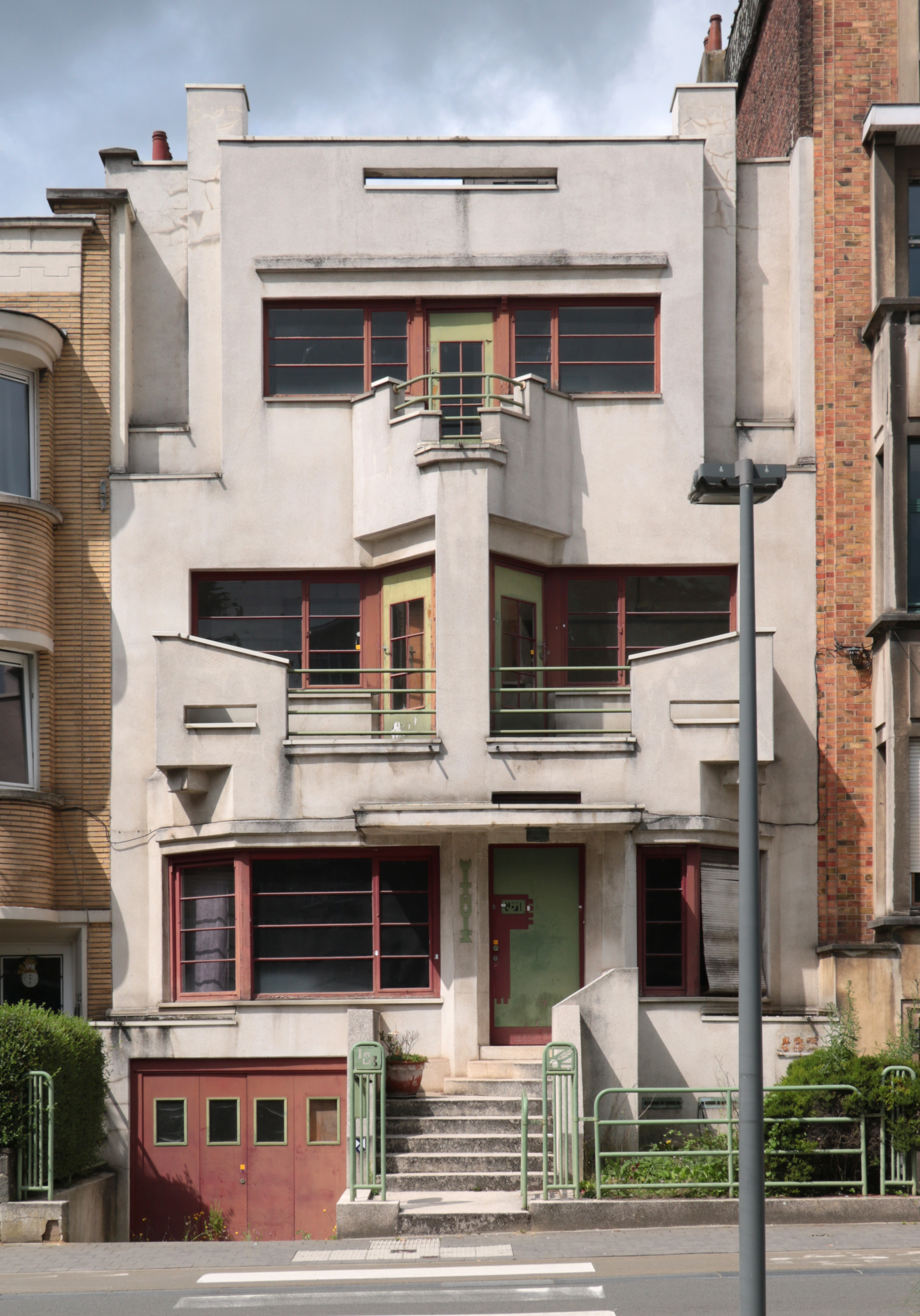
Withuis (1927).

#### " Withuis " (1927)
La Withuis, avenue Charles Woeste 183 à Jette, répond à une commande de Jef Mennekens,,. Cette habitation privée, tout en s’en émancipant, répond aux modes de conception Art Déco tout en empruntant les codes géométriques modernistes. Malgré une résonance avec la Zwart Huis de Huib Hoste à Knokke en 1924, Joseph Diongre conçoit ce projet dans un modernisme plus modéré. Dans la continuité de ses travaux antérieurs, l’architecte cherche l’effet décoratif dans l’interaction des  formes. Il privilégie le pouvoir esthétisant du modernisme et démontre de son aptitude à composer avec ces volumétries. Le moindre élément est dessiné de sa main et le soin porté à chaque détail fait de ce projet un Gesamkunstwerk ( œuvre d’art totale).

#### Église Saint-Jean-Baptiste (1931)
L'Église Saint-Jean-Baptiste est un des rares projets clérical aux allures modernes construit à Bruxelles. Ce monument est le premier en Belgique à être composé d’une structure de grands arcs paraboliques en béton, dont la hauteur du vaisseau est de 21 mètres. La structure est influencée par le travail d'Henry Lacoste de Tournai ( église de Bléharie et son vaisseau en béton de 1919, premier édifice religieux du genre en Europe) et peut-être du travail d’ Eugène Freyssinet ou encore de celui d’Auguste Perret. Cette mise en œuvre ardue confère à l’espace intérieur, et son plan basilical, une grande ouverture. La nef principale est accentuée par la réduction des bas-côtés. L’ensemble de la structure est recouverte d’un crépi rugueux et un placage de marbre Sainte-Anne et Bleu belge crée illusion d’un soubassement. Huib Hoste qualifia l’église de fonctionnelle à l’intérieur et d’expressionniste en façade, avec des éléments tels que la tour-signal en forme de ziggurat, la fenêtre monumentale en forme de croix latine ou le type de motifs utilisés.

#### Institut national de radiodiffusion (1939)
L'Institut national de radiodiffusion (INR) est de loin le plus illustre de ses projets et celui qui marquera d’une certaine manière la fin de sa carrière. Il gagne, en 1933, le second concours organisé par l’INR et le conseil communale d’Ixelles. Son projet est à l’image de la technicité que nécessite un tel institut, Raymond Braillard, ingénieur du bâtiment, le décrira comme une « usine à son ». L’architecture qu’il met en place combine ses influences hollandaises, usage remarqué de la brique, et un expressionnisme allemand, avec ses articulations volumétriques. Les façades s’élèvent sur six à sept niveaux avec à l’angle de la Place Sainte-Croix et de la Place Flagey une tourelle dégressive de quatre niveaux qui inclut l’antenne. L’ensemble est composé en alternance par des bandeaux de briques jaunes et des bandeaux vitrés, seul le rez-de-chaussée et les encadrements des portes sont parés de pierre bleue. Un auvent en béton ponctué par des briques de verre renforce l’horizontalité de l’ensemble. De 1933 à 1939, Joseph Diongre s’attachera à définir le moindre détail  de l’organisation interne du bâtiment, avec des aménagements intérieurs « art déco » et « paquebot ».  

### Réalisations bruxelloises

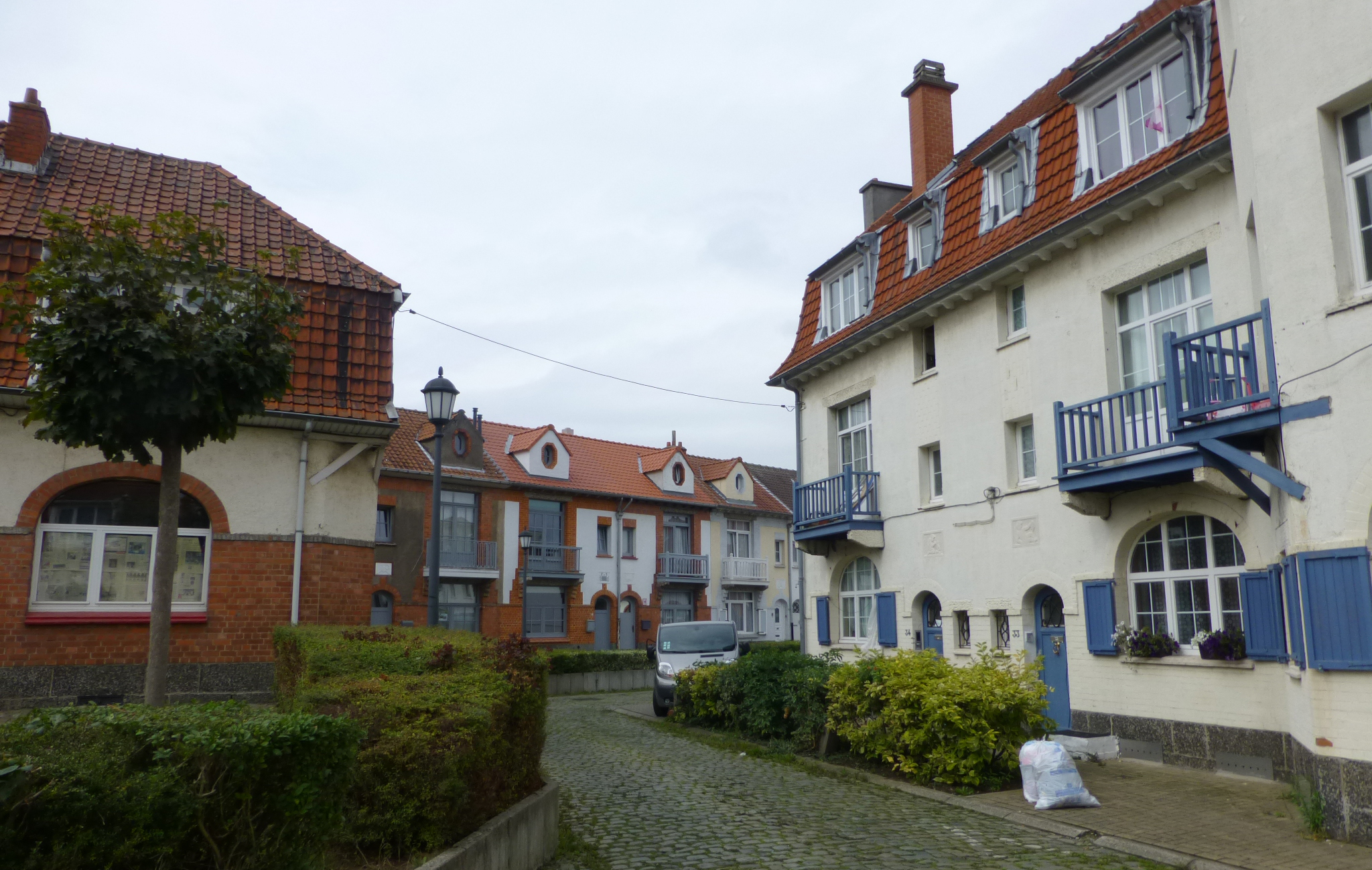
La cité à Molenbeek-Saint-Jean. Chaque maison a son relief au-dessus de la porte.

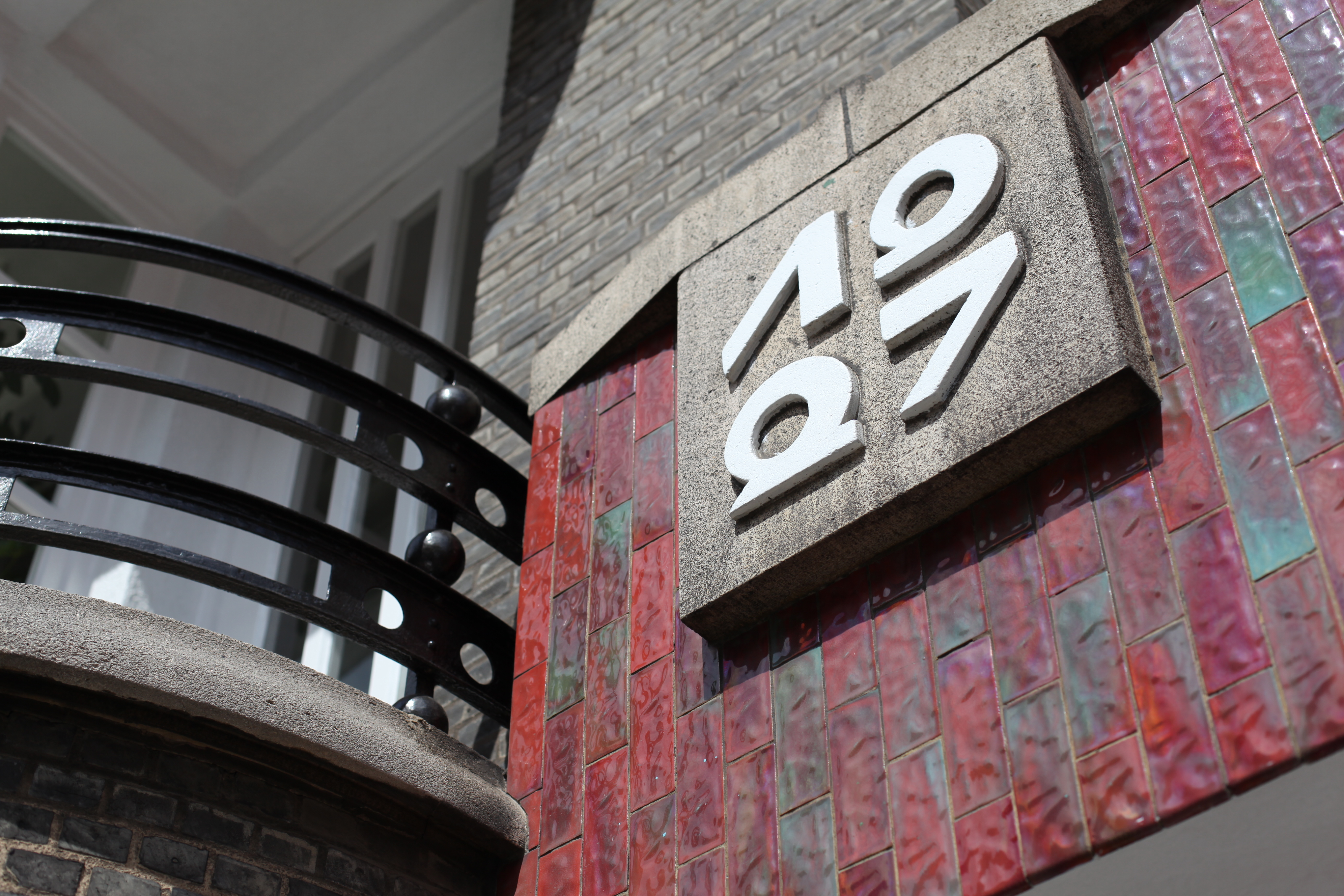
Joseph Diongre, détail d'architecture.

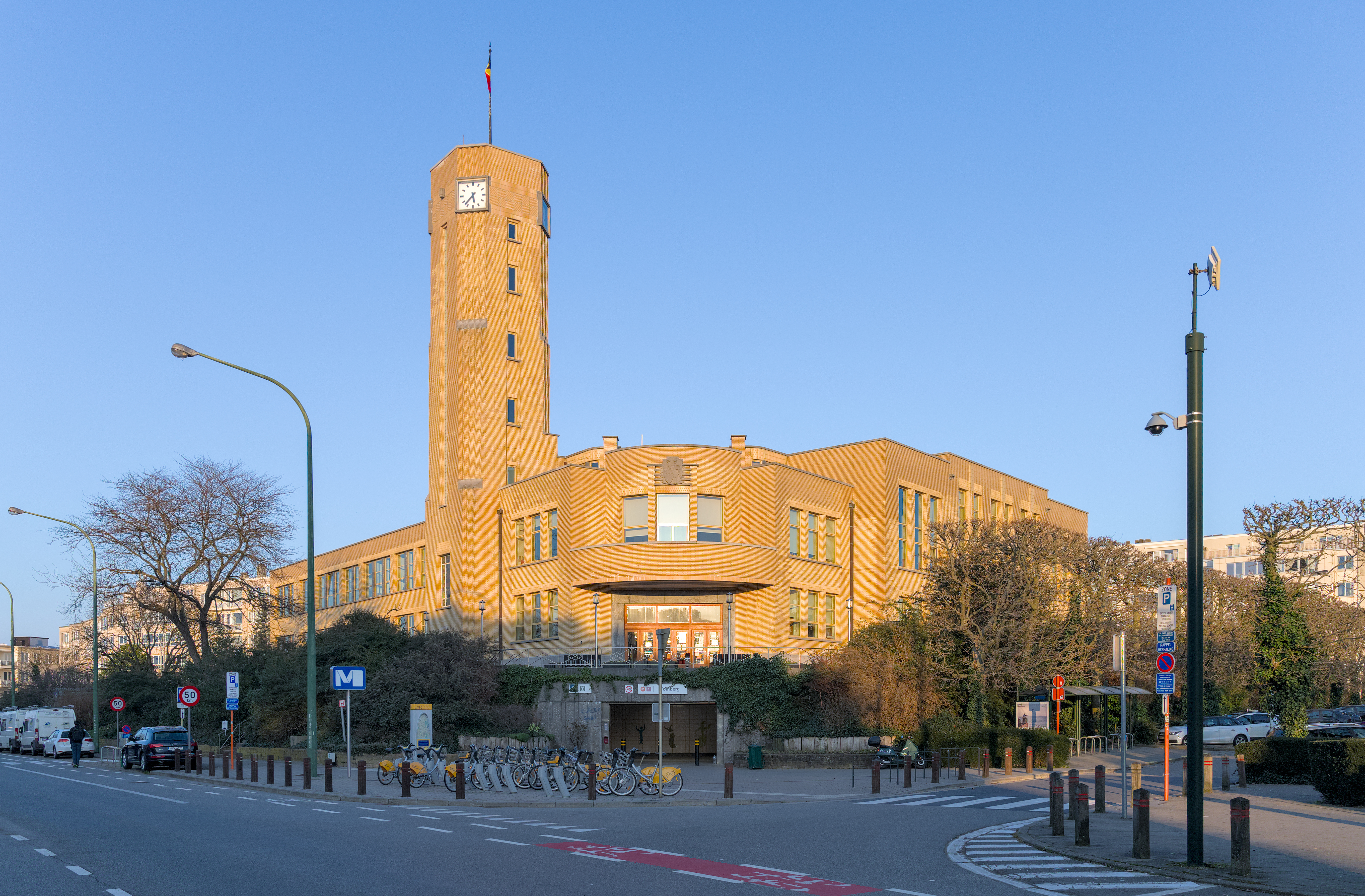
Maison communale de Woluwe-Saint-Lambert.

- 1904: Immeuble à appartements, 47-49 rue Antoine Labarre, Ixelles[5].
- 1906: Socle pour la sculpture de la Lutte Équestre de Jacques de Lalaing, avenue Louise, Bruxelles[6].
- 1908: Maison, 207 avenue Brugmann, Ixelles[7].
- 1908-1909: Maison personnelle, 11 rue Léopold Courouble, Schaerbeek[8].
- 1908: Maison avec sgraffite de Privat-Livemont, 20 rue Ernest Laude, Schaerbeek[9].
- 1908: Maisons, 49-51 rue Louis Hap, Etterbeek[10].
- 1909: Maison de G. Larmoyer, 95 avenue Besme, Ixelles[11].
- 1909: Villa Margot, 51-53 avenue Eugène Demolder, Schaerbeek[12].
- 1909: Maison, 85 boulevard Lambermont, Schaerbeek[13].
- 1909: Maison de commerce de Mr Theys, 203 rue Berkandael, Ixelles[14].
- 1910: La Casa Dama, 100 avenue Eugène Demolder, Schaerbeek[15].
- 1910: Maison de Mr Malcorps en collaboration avec A. Verhaeyk, 150 rue François Bossaerts, Schaerbeek[16].
- 1910: Maison de Mr Ravert en collaboration avec A. Verhaeyk, 325 avenue Rogier, Schaerbeek[16].
- 1910: Maison, 122 rue Josse Impens, Schaerbeek[17].
- 1910: Maison et atelier pour le médailleur et sculpteur Jean Lecroard, 25 rue Anatole France, Schaerbeek[18]. Détruite depuis 1991.
- 1911: Maison de l'homme politique Louis Bertrand, 51 avenue des Azalées, Schaerbeek[19].
- 1911: Maison en collaboration avec le sculpteur J. Talpe pour J. Delsemme, 44 rue Artan, Schaerbeek[20].
- 1911: Extension de la maison du peintre Emile Bulcke, 10 rue Seutin, Schaerbeek[21].
- 1912: Maisons, 101-103-107 avenue Eugène Demolder, Schaerbeek[22].
- 1912: Maison et atelier pour le menuisier-entrepreneur Léon Gicart, 13 rue Fraikin, Schaerbeek[23].
- 1912: Maison et atelier pour le peintre Privat Livemont, 93 avenue Albert Giraud, Schaerbeek[24].
- 1913: Maison pour l'ingénieur Georges Génard, 105 avenue Eugène Demolder, Schaerbeek[22].
- 1913: Socle pour le Mât de Lalaing, sculpture Art-Nouveau de Jacques de Lalaing présentée à l'exposition universelle de Gand et aujourd'hui implantée sur l'avenue Paul Deschanel, Schaerbeek[25]. Il est classé depuis 2009.
- 1914: Le Grand Hôtel Moderne, 2 avenue Emile Zola, Schaerbeek, réellement terminé en 1924[26].
- 1914: Deux immeubles de rapport pour l'entrepreneur A. Verhaeghe, 90-92 avenue Albert Giraud, Schaerbeek[27].
- 1914:Maison personnelle, 94 avenue Albert Giraud, Schaerbeek[27].
- 1919: Rhabillage en style Beaux-Arts d'un ancien bâtiment de 1873 de style néoclassique en collaboration avec Antoine Peereboom pour T. Borremans-Anné, 119-121 rue de Mérode, Saint-Gilles[28].
- 1921: Ensemble d'immeubles de logements sociaux pour le Foyer Laekenois, 75 à 83 rue Emile Delva, Bruxelles[29].
- 1921: Ensemble de 7 immeubles de logements sociaux à l'angle entre la rue de l'Escaut et le rue de Rotterdam, Molenbeek-Saint-Jean[30].
- 1921: La Cité Dubrucq, ensemble de logements à Molenbeek-Saint-Jean[31].
- 1922: Villa trois façades, 9-11 avenue Clémentine, Forest[32].
- 1922: Ensemble d'immeubles de logements sociaux pour le Foyer Laekenois, 14 à 36 rue Charles Ramaekers, Bruxelles. En collaboration avec Adolphe Puissant et Jean-Baptiste Dewin[33].
- 1922: Immeubles de logements sociaux pour la Société Coopérative Saint-Gilloise de construction d'habitations à bon marché, 10 à 14 rue Gisbert Combaz, Saint-Gilles[34].
- 1922: La cité Diongre[35] à Molenbeek-Saint-Jean, rue des Béguines et rue Joseph Diongre, ensemble architectural d'habitations sociales d'un style régionaliste et qui mélange appartements et maisons de surfaces différente dans le but d'éviter une monotonie architecturale. Il utilise sur chaque façade un élément particulier.
- 1925: Immeuble à appartements et entrepôt pour l'entrepreneur J.B. Surkyn, 55-57 avenue Everard, Forest.[36]
- 1925: Villa personnelle, 45 chemin du Crabbegat, Uccle[37].
- 1926: La Cour Saint-Lazarre, ensemble de 180 logements sociaux, commandité par la Société Anonyme des Habitations ouvrière de Molenbeek-Saint-Jean. Cette construction se dénote par le choix de matériaux économiques imposé dans le contexte de l'Entre-deux-guerres, mais aussi par des coursives intérieures sur lesquelles donnent les entrées de dizaines de logements[38].
- 1926: Ensemble d'immeubles de logements sociaux pour le Foyer Saint-Gillois, 127 à 143 rue de Bosnie, Saint-Gilles[39].
- 1927: Maison, 174 rue Firmin Lecharlier, Jette[40].
- 1927: Villa quatre façades à l'angle de l'avenue des Villas et de l'avenue du Parc à Forest[41].
- 1927: La Maison blanche ou Withuis, commandée par le poète, écrivain et secrétaire communal de Molenbeek, Jef Mennekens, 183 avenue Charles Woeste, Jette[2],[3],[4].
- 1928: Maison, 55 rue de Nieuwenhove, Uccle[42].
- 1929: Maison, 152 avenue Odon Warland, Jette[43].
- 1929: Immeuble à appartements, 167 rue Antoine Bréart, Saint-Gilles[44].
- 1929: Maison, 61 rue Meyerbeer, Forest[45].
- 1931: L'Église Saint-Jean-Baptiste[46] à Molenbeek-Saint-Jean. Construction de style Art déco en ciment armé privilégié par une décision du conseil communal de l'époque afin de réaliser un projet plus économique que l'utilisation de la brique ou de la pierre naturelle.
- 1936: Immeuble à appartements en collaboration avec Maurice Houyoux, 32-34 rue François Dons, Ixelles[47].
- 1938: Maison communale de Woluwe-Saint-Lambert, 2 avenue P. Hymans[48].
- 1939: Maison de la radio place Flagey, Ixelles[49]
- 1949: Sculpture en commémoration du poète Odilon-Jean Périer[50] placé sur l'avenue Louise à Bruxelles. En collaboration avec Maurice Houyoux.
- 1954: Maison, 52 rue de l'Amazone, Saint-Gilles[51].

## Sources